# Podoima
Podoima (in russo Подойма)  è un comune della Moldavia controllato dalla autoproclamata repubblica di Transnistria. È compreso nel distretto di Camenca ed ha 1.780 abitanti al censimento del 2004

## Località
Il comune è formato dall'insieme delle seguenti località:
- Podoima (Подойма)
- Podoimiţa (Подоймица)